# Кацура Таро
Князь Ка́цура Таро́ (яп. 桂 太郎 Кацура Таро:, 4 января 1848 — 10 октября 1913) — генерал Императорской армии Японии, политический деятель, премьер-министр Японии.
Принадлежал к классу самураев. Во время переворота 1868 года стоял на стороне императора, охранял его дворец в Киото, затем участвовал в войне со сторонниками сёгуната на севере Японии. В 1870—1873 годах учился в военном училище в Берлине. В 1875—1878 годах был военным атташе при японском посольстве в Берлине.
Отличился в Японо-китайской войне 1894—1895 годов. С января 1898 года был министром армии. В ноябре 1900 года, когда был образован кабинет графа Ито Хиробуми, вышел в отставку.
В июне 1901 года, после отставки Ито Хиробуми, сформировал новый правительственный кабинет. Под его управлением Япония закрепила свои позиции в Восточной Азии. Его первый срок на посту премьер-министра был отмечен успехами во внешней политике: в 1902 году был заключён англо-японский союз, в 1905 году Япония одержала победу в Русско-японской войне и накануне открытия русско-японских переговоров о заключении Портсмутского мирного договора, было достигнуто соглашение Кацуры — Тафта. В этом документе было согласовано установление японскими военными силами суверенитета над Кореей.
Портсмутский договор сделал Японию главной силой в Восточной Азии и остановил расширение влияния Российской империи в регионе. Несмотря на это, основные пункты договора вызвали крайнее недовольство среди японцев. Многие не понимали, почему после убедительных побед на фронте представители Японии на переговорах были вынуждены отказаться от репараций и не смогли добиться удовлетворения большинства своих требований. Договор был воспринят как унижение.
Недовольство условиями Портсмутского мира вылилось в массовые беспорядки. В январе 1906 года ушёл в отставку.
14 июля 1908 года вернулся на пост премьер-министра и занимал его до августа 1911 года. Этот период был ознаменован договором о присоединении Кореи к Японии, положивший начало японской колонизации Кореи. В 1911 году в Японии впервые были приняты законы о защите прав рабочих на заводах и фабриках. Общественное мнение было не на его стороне. В глазах общественности воспринимался как политик, использующий должность для своего личного обогащения. 30 августа 1911 года снова ушёл в отставку.
В декабре 1912 года снова был назначен премьер-министром. Назначение вызвало глубокое недовольство общественности и повлекло за собой массовые беспорядки. В феврале 1913 года, вследствие принятого вотума недоверия и потери поддержки своих сторонников, снова ушёл в отставку.
Умер 10 октября 1913 года.
Считается одним из отцов основателей Японии.
До 20 ноября 2019 года был рекордсменом по времени, проведённому на посту премьер-министра Японии.